# Мармонт, Луиз
А́нна Луи́з Мармо́нт (швед. Anna Louise Marmont; род. 22 мая 1967, Йёнчёпинг) — шведская кёрлингистка.

## Карьера
Играла на позиции второго. Наиболее известна своим участием в женской команде скипа Элизабет Густафсон.
В числе прочего, участвовала в составе женской сборной Швеции на двух зимних Олимпийских играх (1998, 2002).
Завершила спортивную карьеру в 2002, после окончания зимних Олимпийских игр.
В 2020 вместе со всей своей командой, четырёхкратными чемпионами мира, введена в Международный зал славы кёрлинга.

## Достижения
- Зимние Олимпийские игры: бронза (1998).
- Чемпионат мира по кёрлингу среди женщин: золото (1992, 1995, 1995, 1998, 1999), бронза (1988, 1989, 1993, 1994).
- Чемпионат Европы по кёрлингу: золото (1992), серебро (1993, 1997, 2000), серебро (1984, 1987, 1996), бронза (1989, 1995).
- Чемпионат Швеции по кёрлингу среди женщин: золото (1987, 1989, 1992, 1993, 1995, 1996, 1997, 2000, 2002)[5].
- Чемпионат Европы по кёрлингу среди юниоров: серебро (1986, 1987), бронза (1983).
- Чемпионат Швеции по кёрлингу среди юниоровЧемпионат Швеции среди юниоров: золото (1983, 1986, 1987)[6].

## Команды
| Сезон   | Четвёртый          | Третий          | Второй         | Первый           | Запасной                                 | Турниры                      |
| ------- | ------------------ | --------------- | -------------- | ---------------- | ---------------------------------------- | ---------------------------- |
| 1982—83 | Анетте Норберг     | Carina Nilsson  | Луиз Мармонт   | Анна Риндескуг   | Ulla Simonsson                           | ЧЕЮ 1983                     |
| 1984—85 | Анетте Норберг     | Софи Мармонт    | Анна Риндескуг | Луиз Мармонт     |                                          | ЧЕ 1984                      |
| 1985—86 | Анетте Норберг     | Софи Мармонт    | Анна Риндескуг | Луиз Мармонт     |                                          | ЧЕЮ 1986                     |
| 1986—87 | Анетте Норберг     | Carina Westman  | Анна Риндескуг | Луиз Мармонт     |                                          | ЧЕЮ 1987                     |
| 1987—88 | Анетте Норберг     | Софи Мармонт    | Анна Риндескуг | Луиз Мармонт     |                                          | ЧЕ 1987                      |
| 1988    | Анетте Норберг     | Анна Риндескуг  | Софи Мармонт   | Луиз Мармонт     |                                          | ЧМ 1988                      |
| 1989    | Анетте Норберг     | Анна Риндескуг  | Софи Мармонт   | Луиз Мармонт     |                                          | ЧМ 1989                      |
| 1989—90 | Анетте Норберг     | Анна Риндескуг  | Софи Мармонт   | Луиз Мармонт     |                                          | ЧЕ 1989                      |
| 1991—92 | Элизабет Юханссон  | Катарина Нюберг | Луиз Мармонт   | Элизабет Перссон | Анника Лёф                               | ЧМ 1992                      |
| 1992—93 | Элизабет Юханссон  | Катарина Нюберг | Луиз Мармонт   | Элизабет Перссон | Анника Лёф (ЧМ)                          | ЧЕ 1992 · ЧМ 1993            |
| 1993—94 | Элизабет Юханссон  | Катарина Нюберг | Луиз Мармонт   | Элизабет Перссон | Ева Лунд (ЧЕ) Хелена Свенссон (ЧМ)       | ЧЕ 1993 · ЧМ 1994            |
| 1994—95 | Элизабет Густафсон | Катарина Нюберг | Луиз Мармонт   | Элизабет Перссон | Хелена Свенссон                          | ЧМ 1995                      |
| 1995    | Элизабет Густафсон | Катарина Нюберг | Луиз Мармонт   | Элизабет Перссон | Элизабет Норредаль                       | ЧЕ 1995                      |
| 1996—97 | Элизабет Густафсон | Катарина Нюберг | Луиз Мармонт   | Элизабет Перссон | Маргарета Линдаль тренер: Ян-Улов Нессен | ЧЕ 1996                      |
| 1997—98 | Элизабет Густафсон | Катарина Нюберг | Луиз Мармонт   | Элизабет Перссон | Маргарета Линдаль тренер: Ян Страндлунд  | ЧЕ 1997 · ЗОИ 1998 · ЧМ 1998 |
| 1998—99 | Элизабет Густафсон | Катарина Нюберг | Луиз Мармонт   | Элизабет Перссон | Маргарета Линдаль                        | ЧМ 1999                      |
| 1999—00 | Элизабет Густафсон | Катарина Нюберг | Луиз Мармонт   | Элизабет Перссон | Кристина Бертруп                         | ЧМ 2000 (5 место)            |
| 2000—01 | Элизабет Густафсон | Катарина Нюберг | Луиз Мармонт   | Элизабет Перссон | Кристина Бертруп                         | ЧЕ 2000                      |
| 2001—02 | Элизабет Густафсон | Катарина Нюберг | Луиз Мармонт   | Элизабет Перссон | Кристина Бертруп                         | ЗОИ 2002 (6 место)           |

(скипы выделены полужирным шрифтом)

## Частная жизнь
Её сестра, Софи Мармонт — также кёрлингистка, играла вместе с Луиз в одной команде скипа Анетте Норберг в 1984—1990, дважды бронзовый призёр чемпионатов мира, серебряный и бронзовый призёр чемпионатов Европы.